# Pevnost São Bento v Ribeira Brava

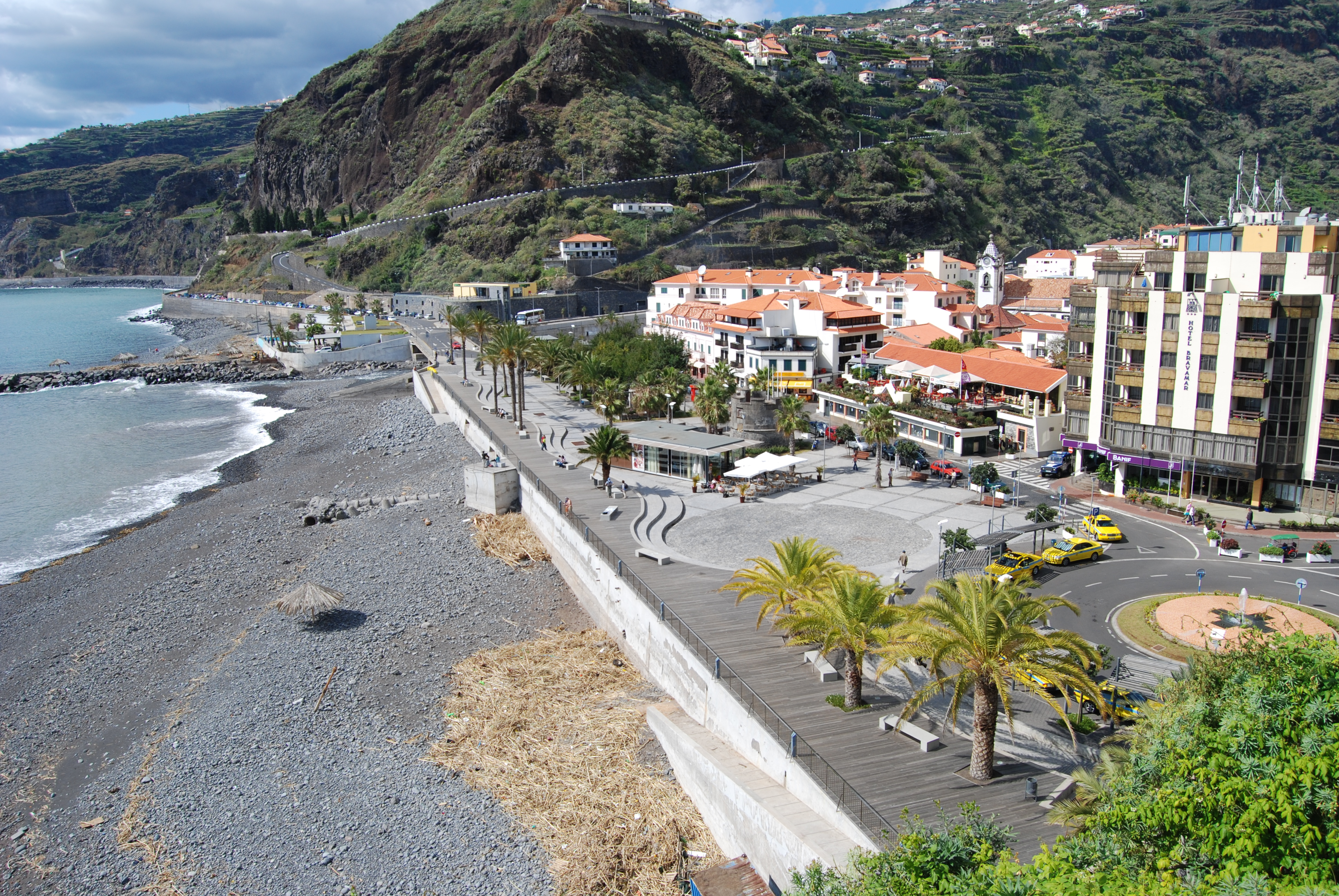
Nábřeží v Ribeira Brava, nenápadná pevnůstka je uprostřed

Pevnost São Bento v městě Ribeira Brava na Madeiře byla postavena v 18. století na příkaz guvernéra Pereiry. Jejím účelem byla obrana přístavu.
Pevnůstka je tvořena jen jedinou kruhovou věží o výšce kolem 5 metrů. Dnes je v ní turistická informační kancelář.